# تينمل
تينمل مدينة مغربية تاريخية، ارتبطت بالمصلح الديني المهدي بن تومرت مؤسس الدولة الموحدية. دخلها المرينيون ودمروها بالكامل، باستثناء مسجدها الأعظم. لا زال موقع المدينة ومسجدها والقرية الحالية يحملون الاسم القديم «تينمل». تبعد 100 كلم جنوب شرق مدينة مراكش، على الطريق المؤدية إلى تارودانت عبر ممر تيزي نتاست. وتنتشر أطلالها على الضفة اليسرى لـ واد نفيس وسط جبال الأطلس الكبير على علو يناهز 1230م.

## تاريخ تنمل
مع بداية القرن الثاني عشر الميلادي ظهرت في أعالي جبال الأطلس حركة دينية إصلاحية توحيدية تزعمها المهدي بن تومرت الذي نصب زعيما روحيا للموحدين سنة 1121م. وقد أمر بعد مرور أربع سنوات على حكمه ببناء مدينة تينمل وجعلها عاصمة له وقاعدة عسكرية لجيوشه. بعد وفاته، وتخليدا لذكراه، أمر خلفه عبد المومن بن علي الكومي في سنة 1153م ببناء مسجد تينمل، وتحول الموقع على إثر ذلك إلى مقبرة ملكية للخلفاء الموحدين. خلال العصر المريني تعرضت المدينة للهدم والتخريب من طرف الجنود المرينيين، ولم يستتثى من ذلك إلا المسجد الأعظم الذي أصبح يشكل معلمة مهمة يعتبرها السكان المحليون مزارا مقدسا، بالإضافة إلى بقايا سورها الأمني في الجهة الشرقية وأطلال متناثرة لـ قصبة أورير نتيضاف التي أفردت على قمة جبل.

## مسجد تينمل
تخليدا لذكرى المهدي بن تومرت أمر خلفه السلطان عبد المومن بن علي الكومي في سنة 1153م ببناء مسجد تينمل.
بني المسجد بتصميم ذي شكل مستطيل على مساحة طولها 48,10 مترا وعرضها 43,60 مترا وهو محاط بسور مرتفع تعلوه شرفات. تتكون قاعة الصلاة من تسع أروقة موجهة نحو القبلة، كما يشكل التقاء البلاط المحوري والرواق الموازي لجدار القبلة شكلا هندسيا على نحو الحرف اللاتيني T.
أما القباب الثلاث فتتوزع بشكل منتظم على طول رواق القبلة، إلا أنه لم يتبق منها إلا واحدة في الزاوية الجنوبية الغربية. ترتكز أروقة المسجد على دعامات مبنية من الآجر بواسطة أقواس متنوعة الأشكال، تساهم في إعطاء جمالية خاصة لقاعة الصلاة، وتعلو المنبر والمحراب صومعة مستطيلة الشكل، وهو ما يعتبر استثناء في هندسة الجوامع بالمغرب. أما الصحن فيمتد شمال غرب قاعة الصلاة وهو محاط بأروقة.
من حيث الزخرفية يشكل محراب تينمل إحدى روائع الفن الإسلامي بالمغرب. وصفوة القول أن مسجد تينمل يتميز بأحجام متوازنة وتناسق تركيبي تدريجي لمرافقه المركزة جميعها على عنصر المحراب، ليس فقط على مستوى الزخرفة بل وحتى على مستوى الترابطات الهندسية وترابطات الأحجام.

## معرض صور

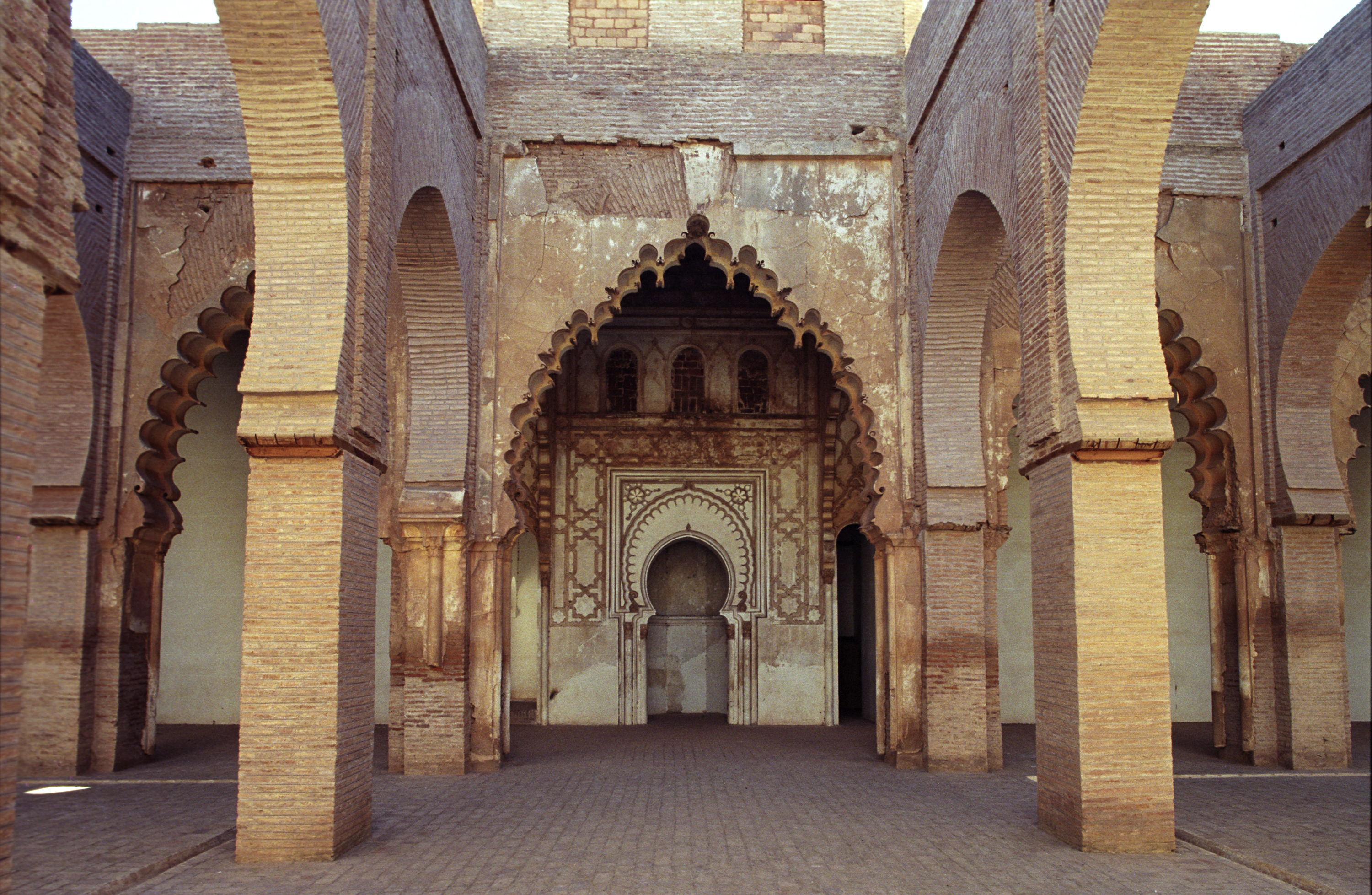
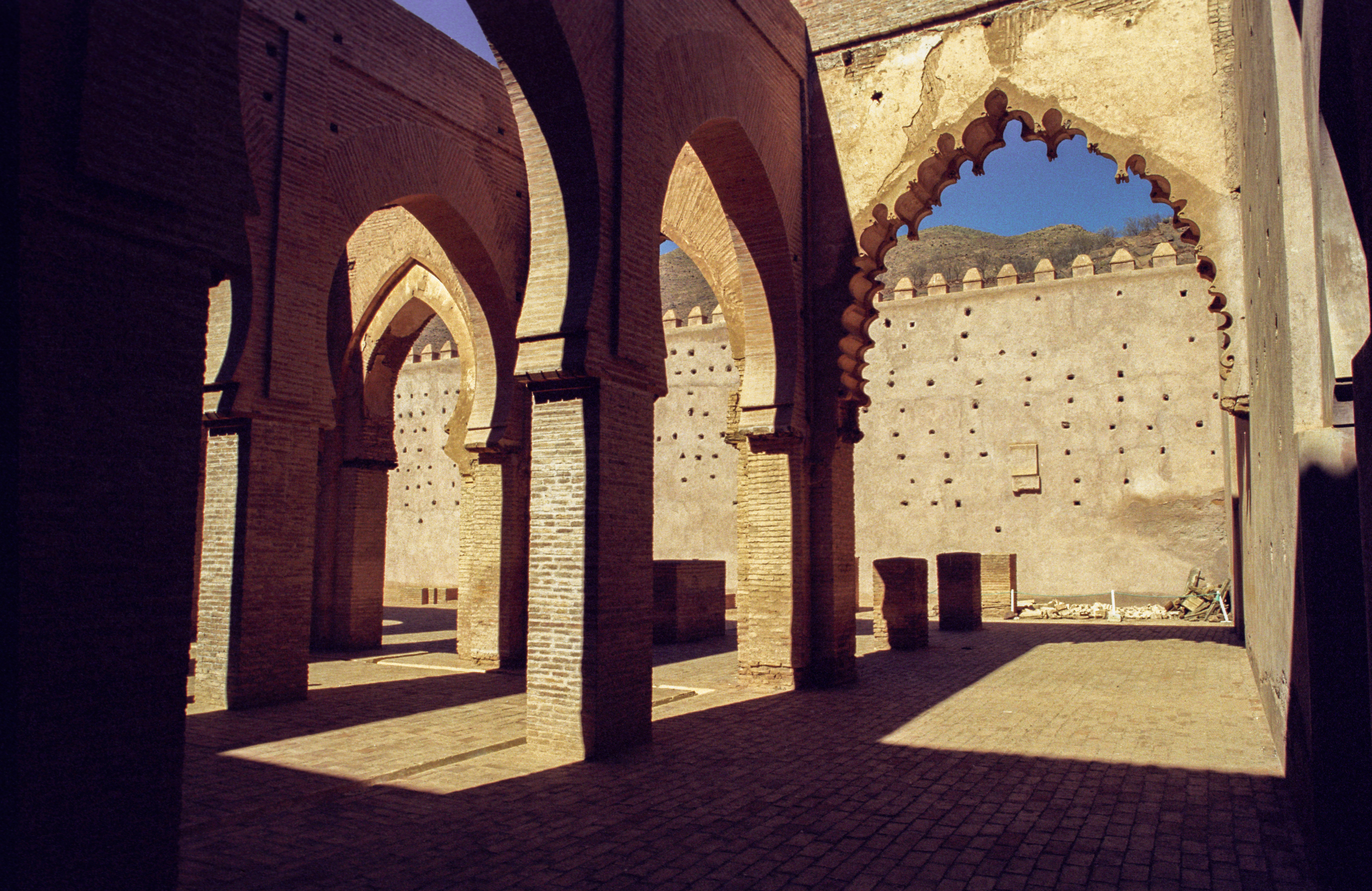
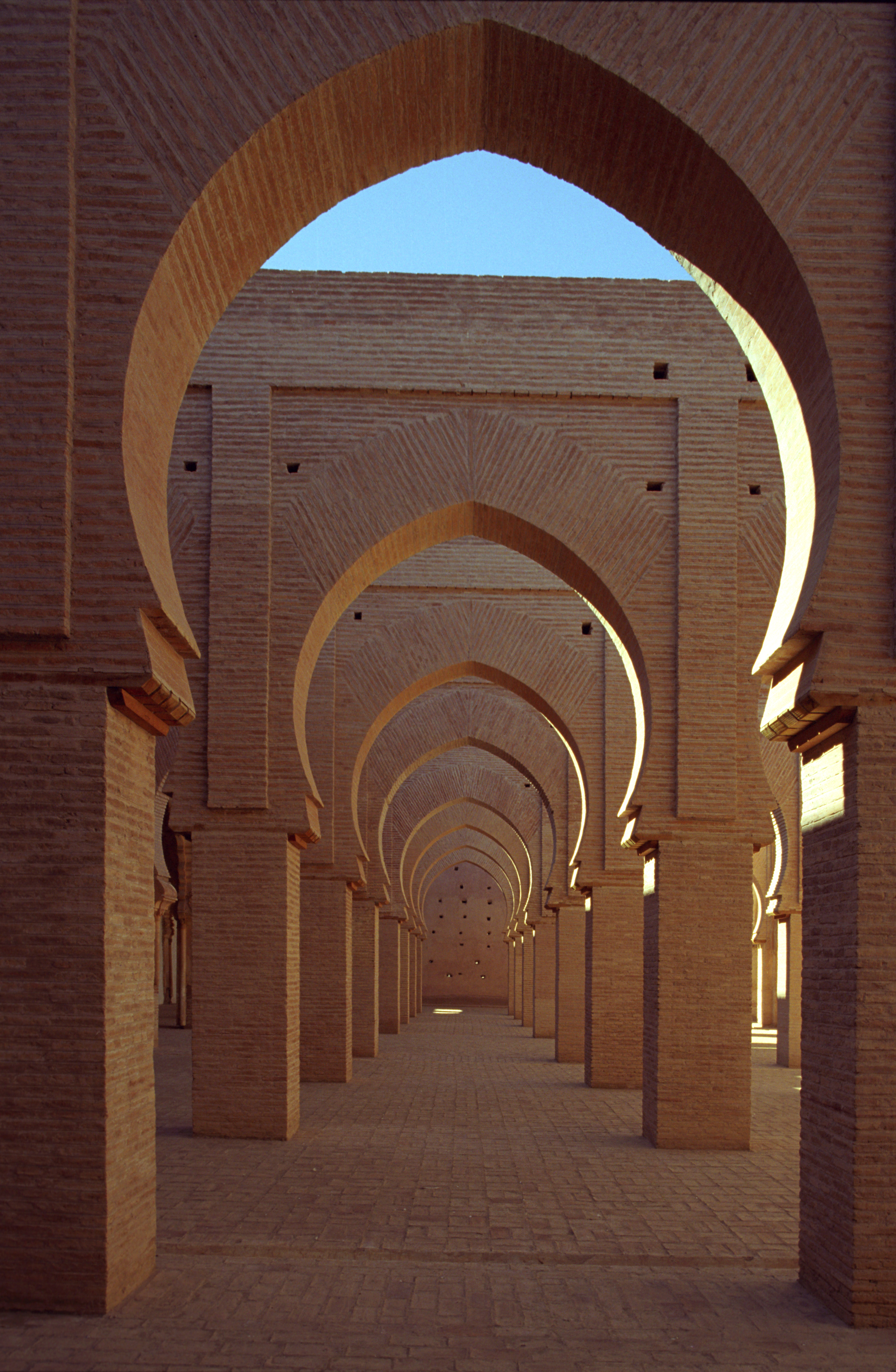
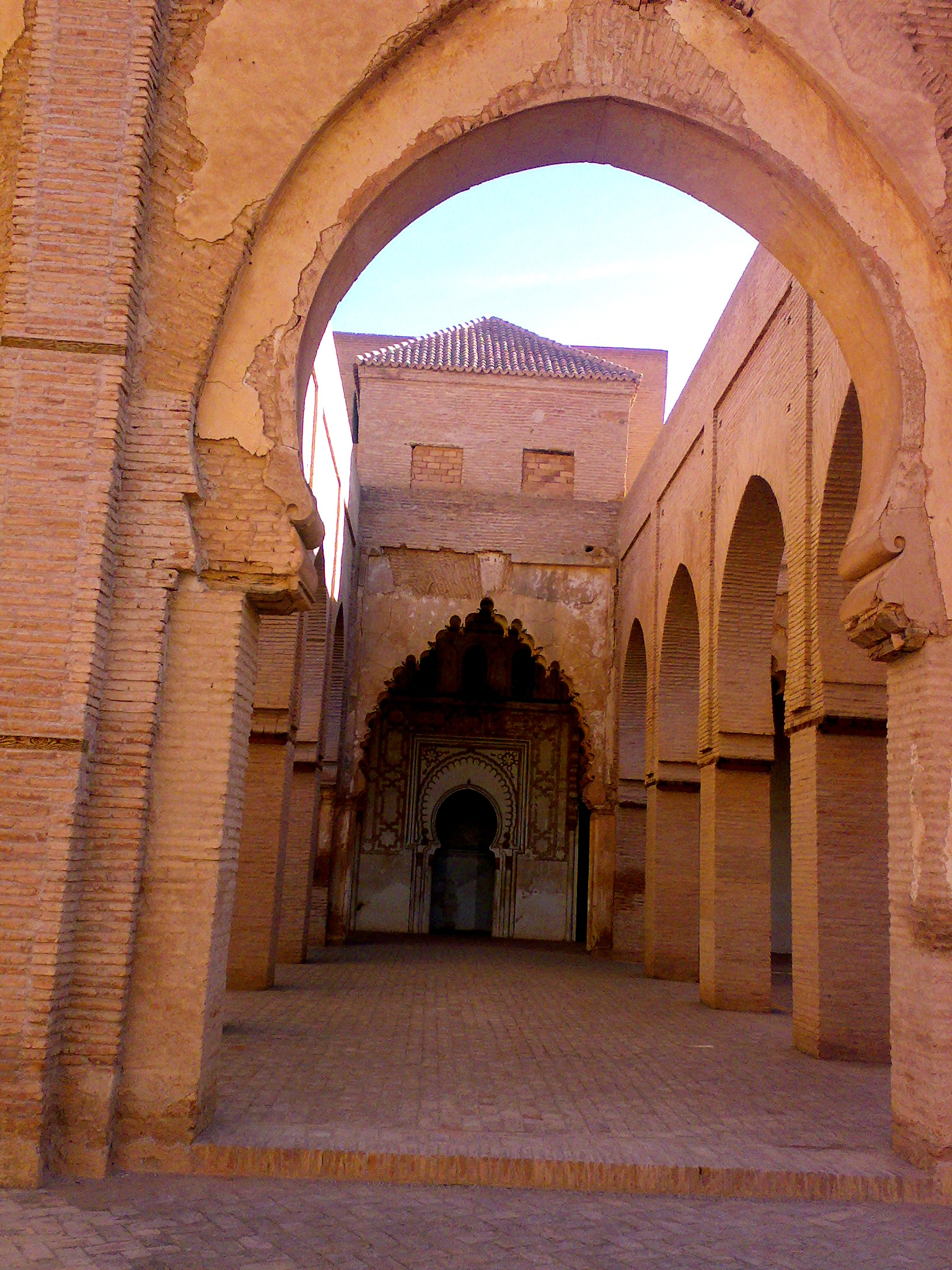
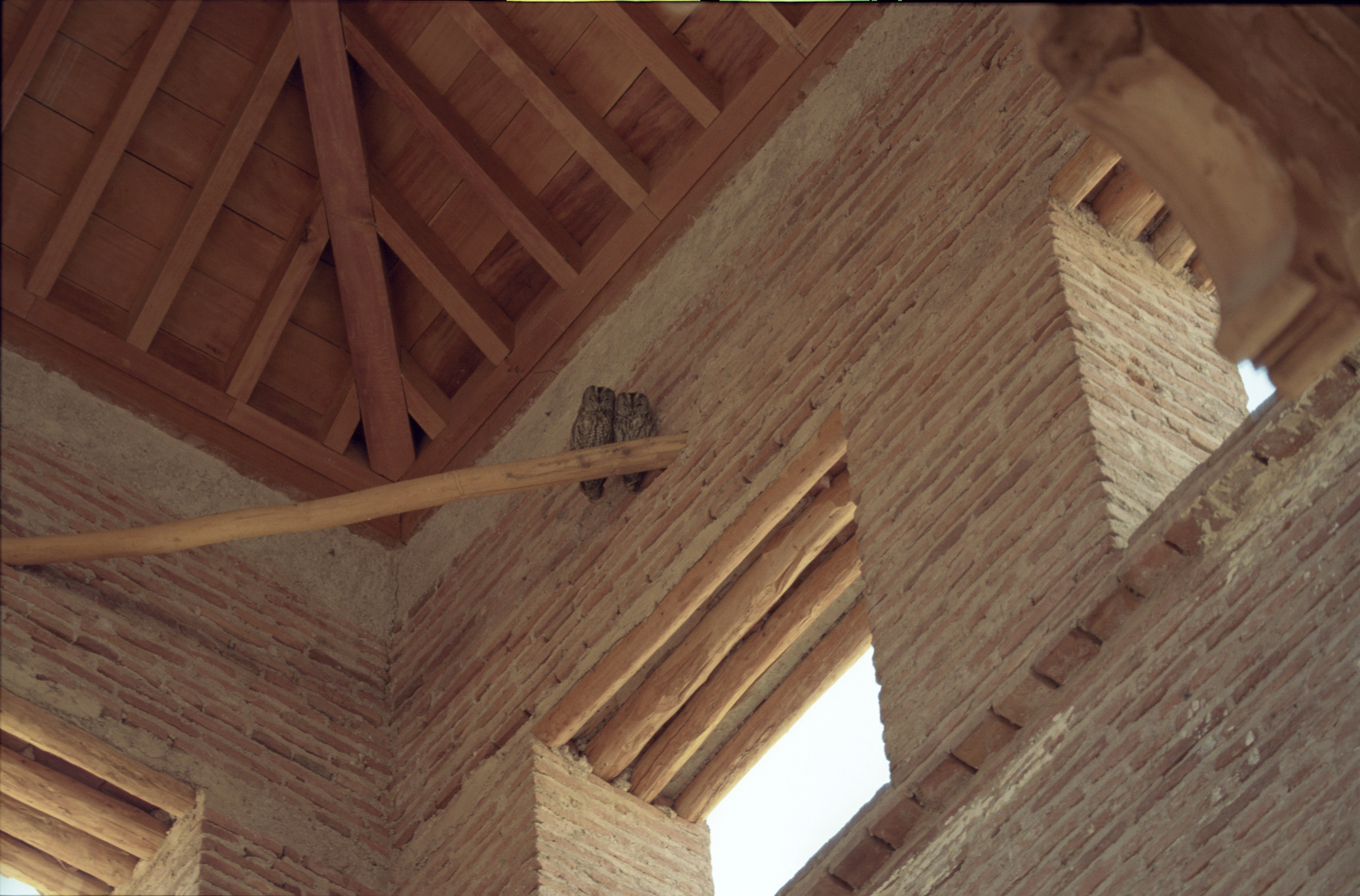
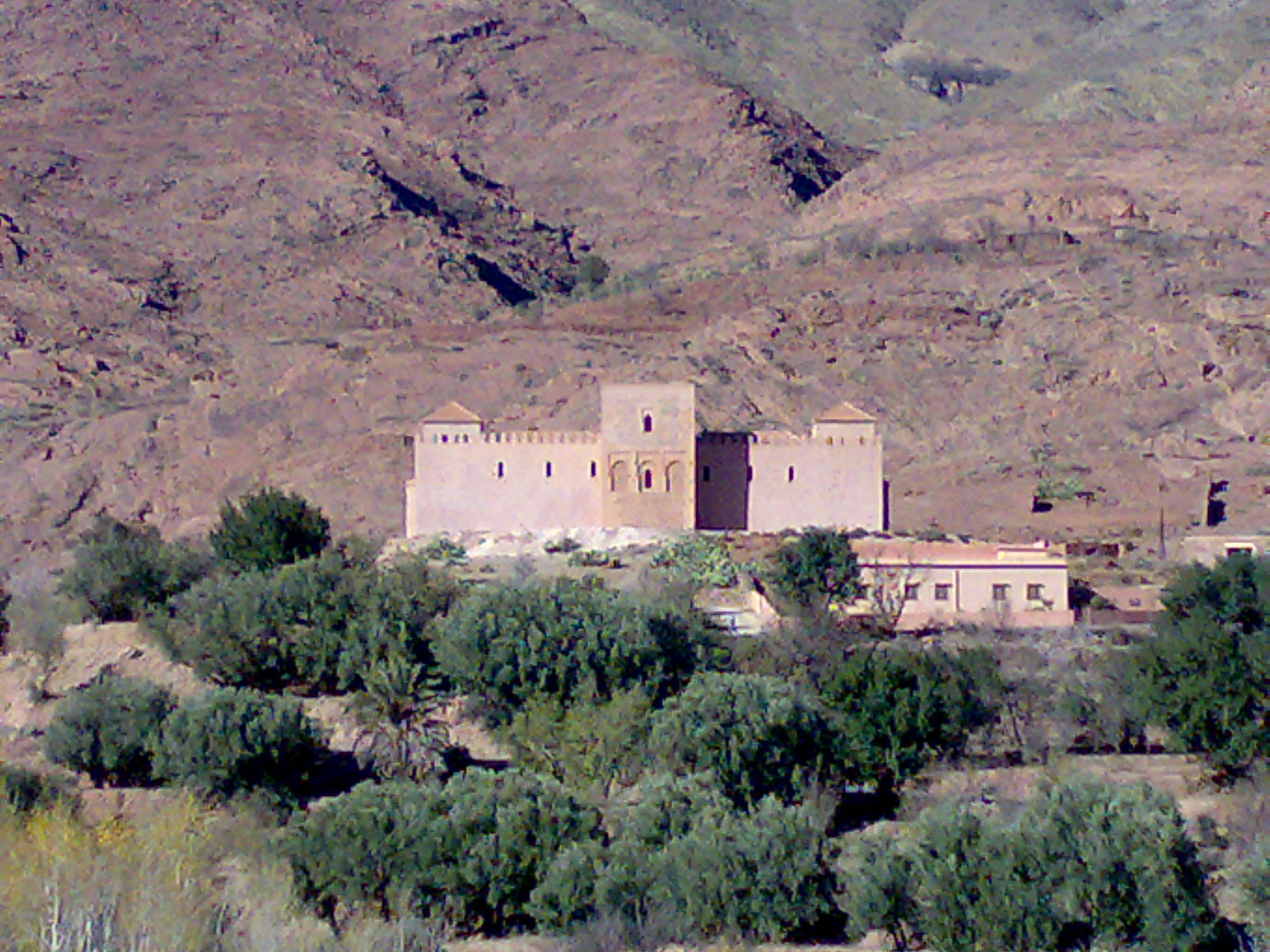

## أعلام
- أبو يعقوب يوسف بن عبد المؤمن